# Jakob Grimminger
Jakob Grimminger, född 25 april 1892 i Augsburg, död 28 januari 1969 i München, var en tysk SS-officer. Han var officiell fanbärare av Blutfahne vid ceremoniella tillfällen.

## Biografi
Grimminger anmälde sig som 16-åring till den kejserliga armén under första världskriget och tjänstgjorde som mekaniker i Fliegertruppen. År 1917 övergick han dock till infanteriet och stred i Palestina. Vid krigsslutet återvände han hem till Tyskland och frigjordes 3 april 1919 från sin militärtjänst.
I juli 1922 anslöt sig Grimminger till Nationalsocialistiska tyska arbetarepartiet (NSDAP) (medlemsnummer: 759) och hamnade i Münchens Sturmabteilung i en tolv man stark enhet, Stoßtrupp Adolf Hitler,  med uppgift att agera personlig skyddsgrupp åt Adolf Hitler. Han deltog även 9 november 1923 vid den misslyckade ölkällarkuppen.
År 1926 utvaldes Grimminger som en av de 200 första medlemmarna i Schutzstaffel (SS). Eftersom han hade deltagit vid kuppförsöktet 1923 utsågs han till officiell fanbärare av Blutfahne vid ceremoniella tillfällen, vilket är vad han blev mest känd för. Bland annat kan han ses i Leni Riefenstahls film Viljans triumf från NSDAP:s partikongress Reichsparteitag 1934 i Nürnberg.
Under sin karriär i SS som varade ända till andra världskrigets slut uppnådde Grimminger graden SS-Standartenführer, och på grund av sin höga ställning hamnade han inför de allierades domstol 1946. Han undslapp fängelse men hela hans förmögenhet konfiskerades.
Grimminger inledde en politisk bana och invaldes 1948 i Münchens kommunfullmäktige. Hans bakgrund förhindrade dock större framsteg, och vid 60 års ålder drog han sig tillbaka från all offentlig verksamhet. Han dog 28 januari 1969.